# 柔毛五味子
柔毛五味子（学名：Schisandra tomentella）为五味子科五味子属下的一个种。